# Теорема на Гелфонд – Шнайдер
Теоремата на Гелфонд – Шнайдер е математическа теорема, установяваща трансцендентността на широка категория числа.
Според теоремата, ако a и b са комплексни алгебрични числа и {\displaystyle a\not \in \{0,1\}}, а b не е рационално, то всяка стойност на ab е трансценденто число.
Теоремата носи името на руския математик Александър Гелфонд и германския математик Теодор Шнайдер, които я извеждат независимо един от друг през 1934 година като решение на един от Хилбертовите проблеми.